# Survivor Series (1999)
Survivor Series (1999) — тринадцатое в истории PPV-шоу Survivor Series, производства американского рестлинг-промоушна World Wrestling Federation (WWF). Шоу прошло 14 ноября 1999 года в «Джо Луис Арена» в Детройте, Мичиган, США.
Главным событием стал матч «Тройная угроза» за титул чемпиона WWF между Трипл Эйчем, Биг Шоу и Скалой. Биг Шоу заменил Стива Остина, которого ранее в тот вечер сбила машина (это было сделано для того, чтобы Остину дали время оправиться от травм). В действительности Остину потребовалась операция на позвоночнике, чтобы устранить повреждения, возникшие в результате серьезной травмы, которую он получил чуть более двух лет назад на SummerSlam (1997).

## Результаты
| №                                       | Матч | Тип матча                                                     | Время |
| --------------------------------------- | --- | ------------------------------------------------------------- | ----- |
| 1                                       | Ди’Ло Браун, Крестный отец и «Хедбэнгеры» (Мош и Трэшер) победили «Аколитов» (Брэдшоу и Фаарук) и «Братьев Дадли» (Бубба Рэй Дадли и Ди-Вон Дадли)                                            | Матч Survivor Series на выбывание                             | 9:36  |
| 2                                       | Курт Энгл победил Шона Стэйзиака | Одиночный матч                                                | 5:57  |
| 3                                       | Гангрел, Марк Генри, Стив Блэкман и Вэл Венис победили Британского бульдога и The Mean Street Posse (Джоуи Абс, Пит Газ и Родни)                                                              | Матч Survivor Series на выбывание                             | 9:08  |
| 4                                       | Дебра, Невероятная Мула, Мэй Янг и Тори победили Айвори, Жаклин, Луну и Терри Раннелс | Командный матч на выбывание                                   | 1:52  |
| 5                                       | Кейн победил Икс-пака по дисквалификации | Матч Survivor Series на выбывание                             | 4:15  |
| 6                                       | Биг Шоу победил Биг Босс Мэна, Мидеона, Принца Альберта и Висцеру | Матч Survivor Series на выбывание                             | 1:24  |
| 7                                       | Чайна (с) (с Мисс Китти) победила Криса Джерико | Межгендерный матч за титул интерконтинентального чемпиона WWF | 13:45 |
| 8                                       | «Кузены Холли» (Крэш Холли и Хардкор Холли) и «Слишком круто» (Гранд Мастер Сексей и Скотти 2 Хотти) победили Эджа и Кристиана и «Братьев Харди» (Джефф Харди и Мэтт Харди) (с Терри Раннелс) | Матч Survivor Series на выбывание                             | 14:27 |
| 9                                       | «Изгои нового века» (Билли Ганн и Роуд Догг) (c) победили Эла Сноу и Мэйнкайнда (с Головой)                                                                                                   | Командный матч за титул командного чемпиона WWF               | 13:59 |
| 10                                      | Биг Шоу победил Трипл Эйча (с) и Скалу | Матч «Тройная угроза» за титул чемпиона WWF                   | 16:16 |
| (c) — означает чемпиона на начало матча | |                                                               |       |